# Дудельдорф
Дудельдорф (нем. Dudeldorf) — община в Германии, в земле Рейнланд-Пфальц. 
Входит в состав района Айфель-Битбург-Прюм. Подчиняется управлению Битбург-Ланд.  Население составляет 1008 человек (на 31 декабря 2010 года). Занимает площадь 11,03 км².

## Фотографии

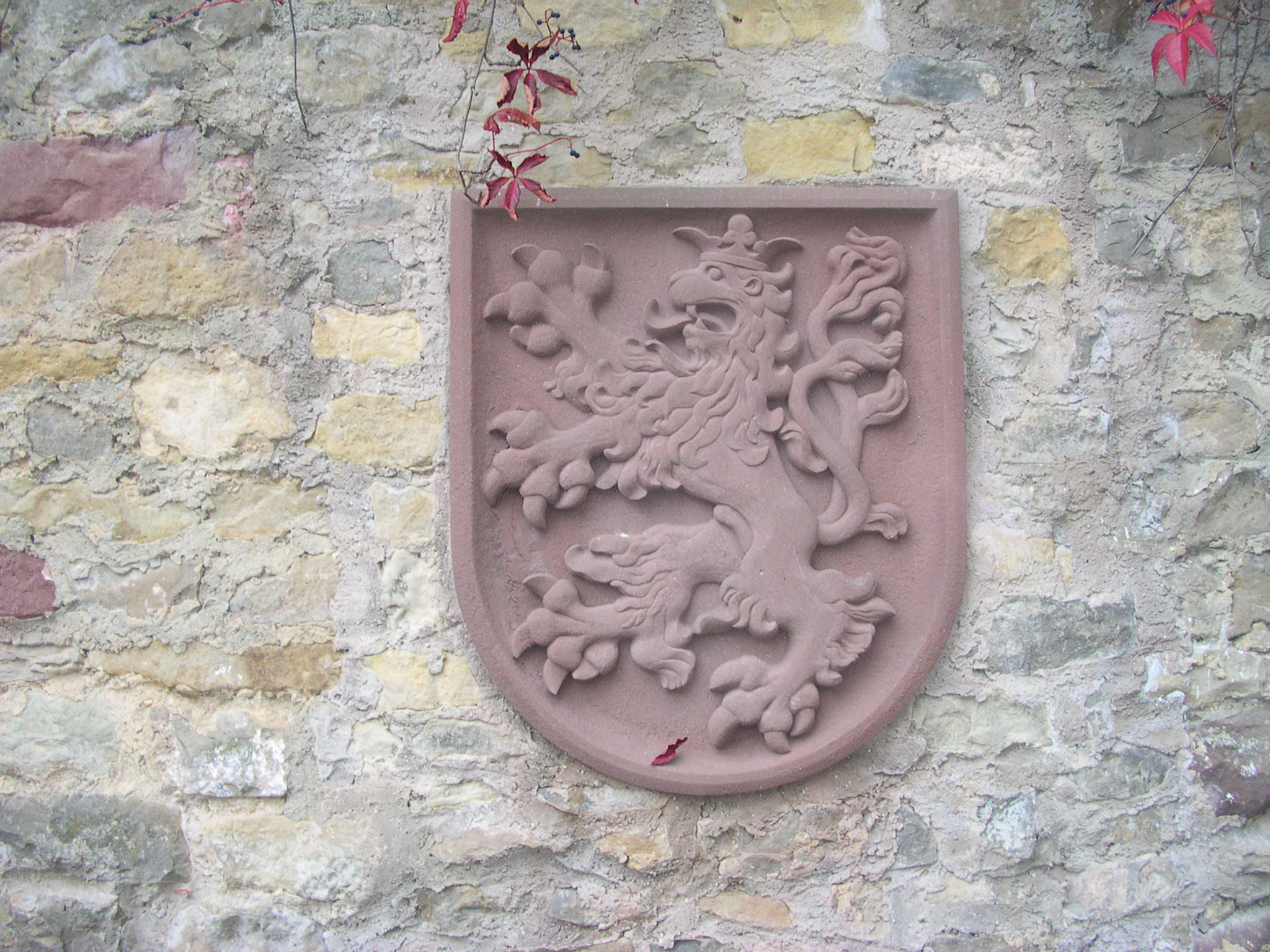
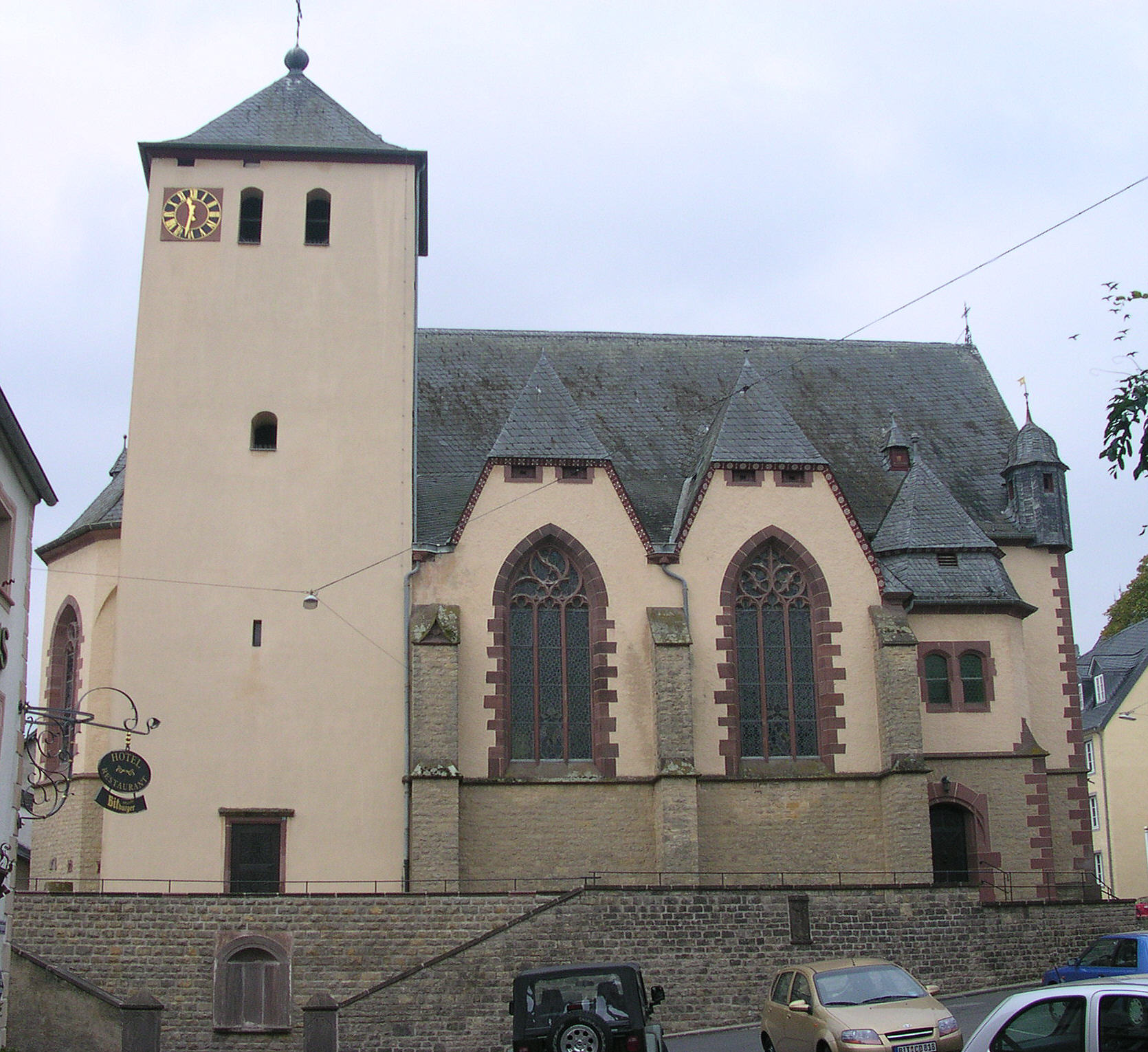
Церковь
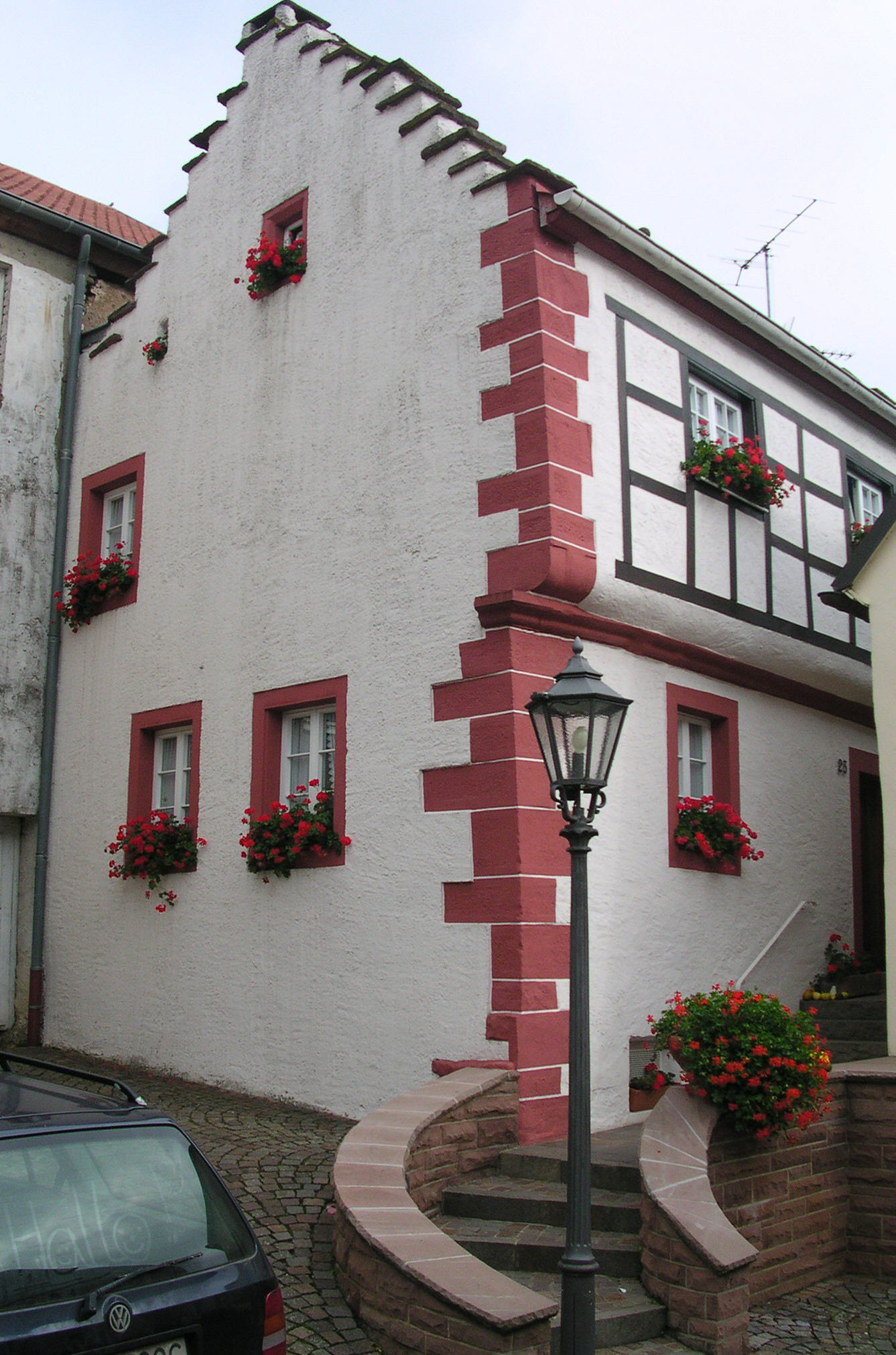
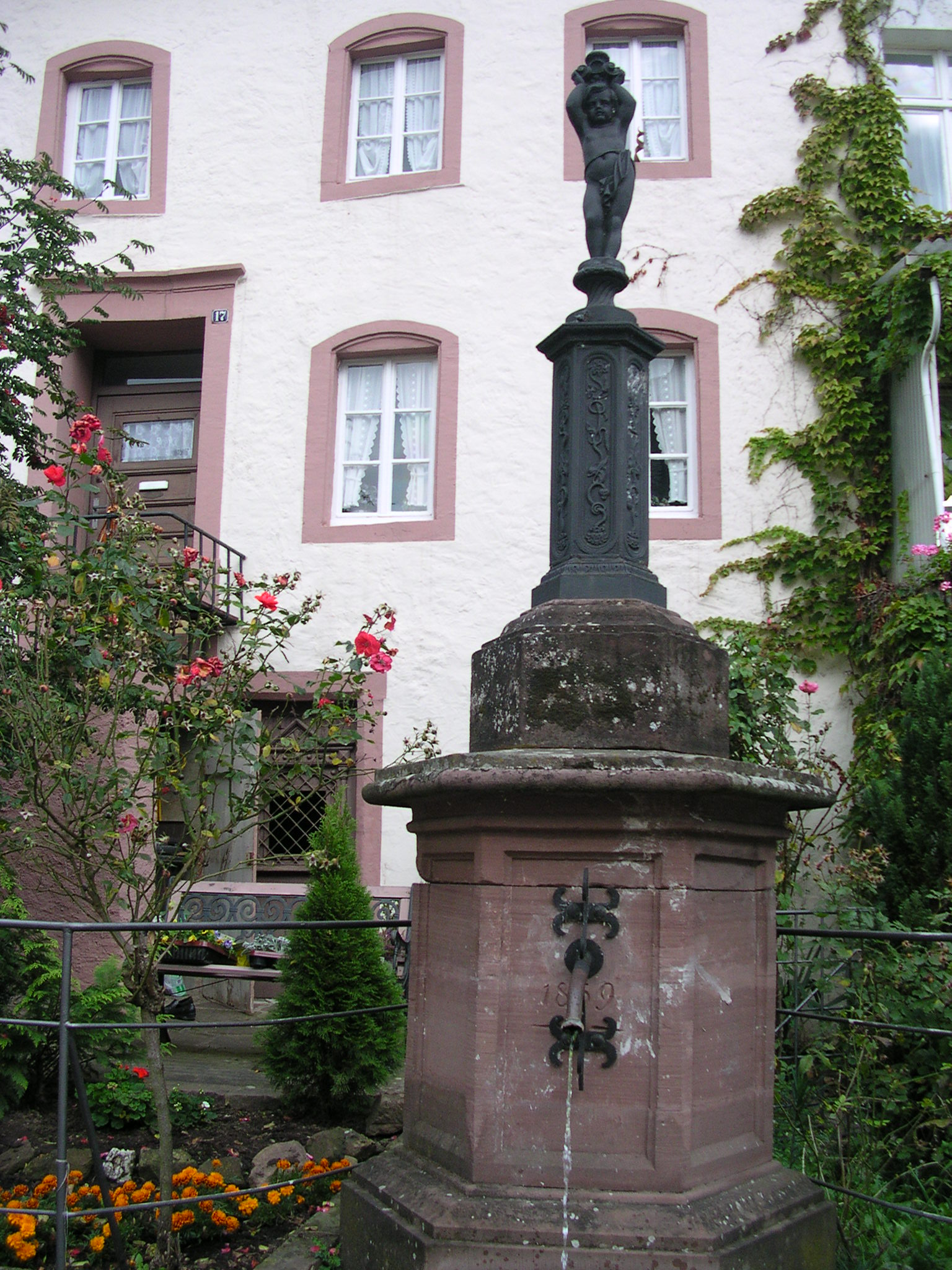